# Prodromus Systematis Naturalis Regni Vegetabilis

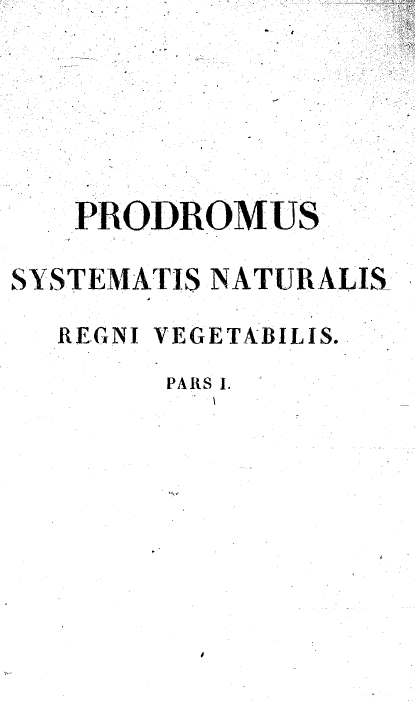
Frontispício do Volume 1

Prodromus Systematic Naturalis Regni Vegetabilis, também conhecido pela sua abreviatura Prodr. (DC.), é um tratado de Botânica em 17 volumes, iniciado por A. P. de Candolle. De Candolle tencionava torná-lo num sumário de todas as espécies vegetais com semente conhecidas até então, compreendendo material sobre taxonomia, ecologia, evolução e biogeografia. Foi o autor de sete volumes, entre 1824 e 1839, tendo morrido em 1841. O seu filho, Alphonse de Candolle, retomou o trabalho, editando mais dez volumes, com a contribuição de uma variedade de autores.

## Lista de autores
Lista de autores que colaboraram em Prodromus.
- Nils Johan Andersson (1821-1880)
- Henri Ernest Baillon (1827-1895)
- George Bentham (1800-1884)
- Jean Louis Berlandier (1805-1851)
- Pierre Edmond Boissier (1810-1885)
- Louis Édouard Bureau (1830-1918)
- Alphonse Pyrame de Candolle (1806-1893)
- Anne Casimir Pyrame de Candolle (1836-1918)
- Augustin Pyrame de Candolle (1778-1841)
- Jacques Denys Choisy (1799-1859)
- Joseph Decaisne (1807-1882)
- Jean Étienne Duby (1798-1885)
- Pierre Étienne Simon Duchartre (1811-1894)
- Michel Felix Dunal (1789-1856)
- August Wilhelm Eichler (1839-1887)
- Joseph Aloys von Froelich (1766-1841)
- Frédéric Charles Jean Gingins de la Sarraz (1790-1863)
- August Heinrich Rudolf Grisebach (1814-1879)
- Sir Joseph Dalton Hooker (1817-1911)
- Carl Friedrich Meissner (1800-1874)
- Friedrich Anton Wilhelm Miquel (1811-1871)
- Christian Horace Benedict Alfred Moquin-Tandon (1804-1863)
- Johannes Müller Argoviensis (1828-1896)
- Christian Gottfried Daniel Nees von Esenbeck (1776-1858)
- Carl Adolf Otth (1803-1839)
- Jules Émile Planchon (1816-1877)
- Filippo Parlatore (1816-1877)
- Eduard August von Regel (1815-1892)
- Georges François Reuter (1805-1872)
- Johannes Conrad Schauer (1813-1848)
- Diederich Franz Leonhard von Schlechtendal (1794-1866)
- Nicolas Charles Seringe (1776-1858)
- Hermann Maximilian Carl Ludwig Friedrich zu Solms-Laubach (1842-1915)
- Hugh Algernon Weddell (1819-1877)
- Alfred Wesmael (1832-1905)